# Jochen Flackus

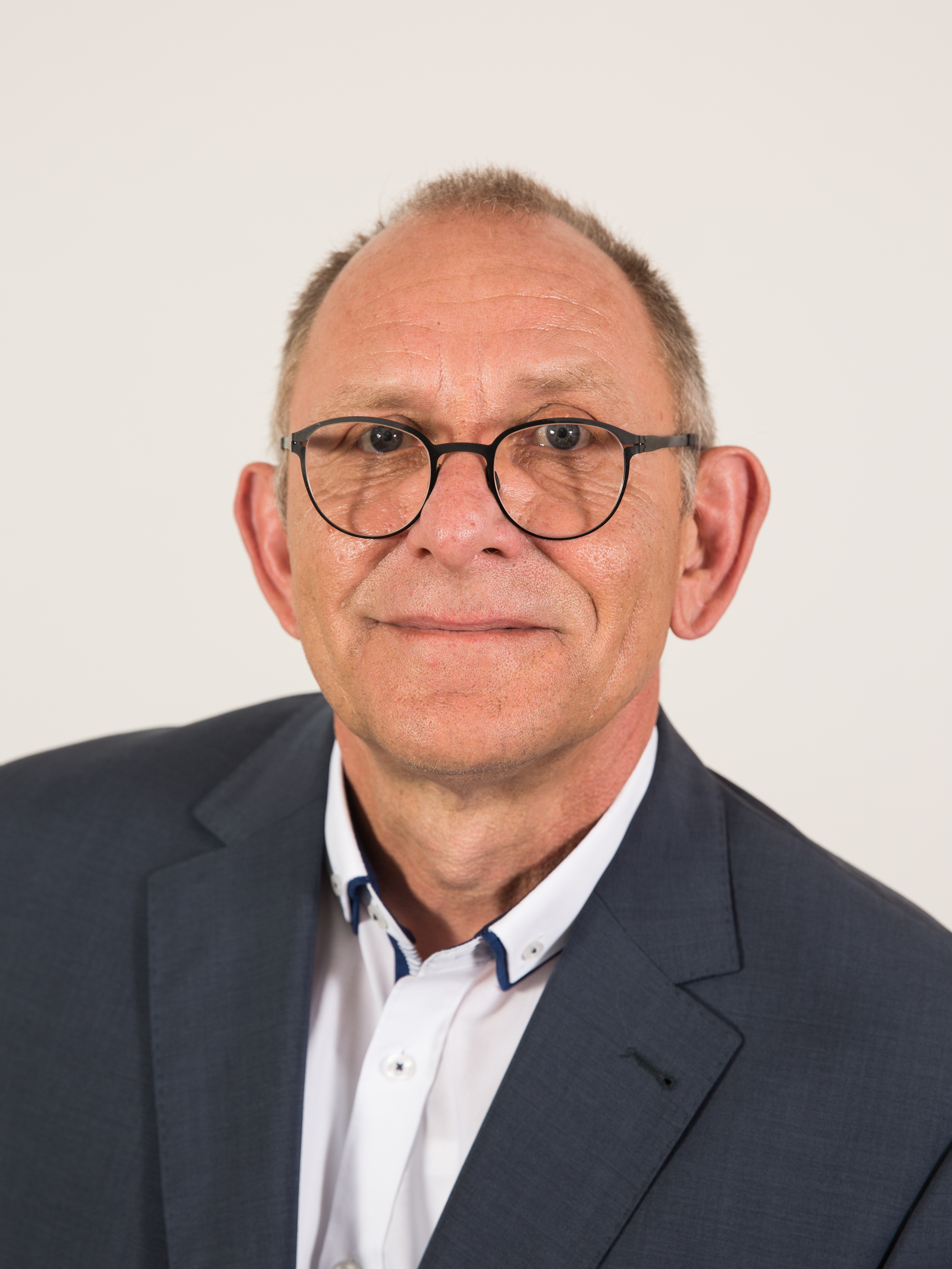
Jochen Flackus (2017)

Ernst Jochen Flackus (* 2. Februar 1955 in Ingelheim) ist ein deutscher Politiker (BSW, zuvor Die Linke, SPD). Seit 2025 ist er Co-Vorsitzender des BSW Saarland. Von 2017 bis 2022 war er Abgeordneter im Landtag des Saarlandes.

## Leben und Beruf
Jochen Flackus studierte im Anschluss an das auf dem zweiten Bildungsweg abgelegte Abitur Politologie und Ökonomie an der Universität Bonn.
Flackus wurde im Jahr 1988 Persönlicher Referent, Büroleiter, Regierungssprecher und Planungschef des saarländischen Ministerpräsidenten Oskar Lafontaine. Anschließend leitete er die Technologieabteilung im saarländischen Wirtschaftsministerium. Er wechselte im Jahr 2005 als kaufmännischer Geschäftsführer zum Leibniz-Institut für Neue Materialien und kehrte 2010 auf seine Ministeriumsstelle zurück. In den Jahren 2012 bis 2017 war er kaufmännischer Geschäftsführer des Zentrums für Mechatronik und Automatisierungstechnik in Saarbrücken.

## Politik
Flackus gehörte in den Jahren 1974 bis 2008 der SPD an. Er trat 2009 in die Partei Die Linke ein. Bei der Landtagswahl im Saarland 2017 erhielt er für seine Partei ein Mandat im Landtag des Saarlandes. Er war dort parlamentarischer Geschäftsführer seiner Fraktion. Im März 2022 erklärte er seinen Austritt aus der Linkspartei. Bei der Landtagswahl 2022 trat er nicht mehr an. Im Januar 2024 trat er dem Bündnis Sahra Wagenknecht bei und wurde im Mai 2025 zusammen mit Astrid Schramm zum Vorsitzenden des BSW Saarland gewählt.
Er war im Landtag Mitglied folgender Ausschüsse:
- Ausschuss für Wirtschaft, Arbeit, Energie und Verkehr
- Ausschuss für Finanzen und Haushaltsfragen
- Ausschuss für Eingaben
- Ausschuss für Fragen des Verfassungsschutzes
- Unterausschuss für Bauen (Stellvertretender Vorsitzender)

## Gesellschaftliche Funktionen
- Vorstandsmitglied des größten Netzwerkes „NanoBioNet“ e.V.[7]
- Gründungsmitglied des „Deutschen Verbandes Nanotechnologie“ e.V. (DV Nano)